# 遺跡群
遺跡群（いせきぐん）は、日本の考古学研究や埋蔵文化財保護行政における、遺跡（周知の埋蔵文化財包蔵地）に対する呼称・概念の1つ。個々の遺跡の密集した範囲を「群」として一括するもので、群集遺跡とも呼ばれる。代表的なものとして古墳群や横穴墓群、窯跡群などがある。

## 概要
古墳や貝塚・城跡・集落など、大地に刻まれた過去人類の活動痕跡である遺跡（周知の埋蔵文化財包蔵地）は、文化庁の統計で日本列島におよそ46万箇所存在するとされる。
個々の遺跡は、平面上の位置がたまたま近くにあって集合してみえる場合もあるが、相互に何らかの関連があって、近くに存在していることがある。
たとえば、1つの遺跡として捉えられる単体の古墳が、築造当時（古墳時代）の人々（首長やその一族、近習など）が墓域を定めて一定範囲に数代に渡り古墳を造営し続けた結果、古墳群が形成される（横穴墓群も同様）。同じように、焼き物を焼成した窯跡も、焼き物工人たちが窯場を定めて長期間一定地域で作陶した結果、窯跡群となる。奈良文化財研究所は「遺跡データベース」において、このような遺跡の集合体を典型的な「遺跡群」としている。
このほか、古代の役所（=官衙:国衙や郡衙など）の遺跡では、官衙の中枢となる政庁の遺構を中心として、その周辺に正倉や寺院（国分寺や郡寺など）、祭祀の場、集落、さらに国司や郡司となった古代豪族の歴代墳墓（古墳）などが集まる地域が形成されるため、遺跡群として一括されることがある（弥勒寺官衙遺跡群・下寺尾官衙遺跡群・幡羅官衙遺跡群など）。
ただし、年代の異なる複数の遺構が同じ場所に重複して存在している、いわゆる複合遺跡に対しても「遺跡群」の名称が用られている場合があり、注意が必要とされる。
また、先に挙げた古墳や窯・官衙などのように、遺跡それ自体に集合して形成される性質を持つものでなくとも、特定の範囲の複数遺跡を一括して「遺跡群」と呼んでいる場合がある。
たとえば1960年代末から1980年代にかけて、神奈川県横浜市都筑区の港北ニュータウン地域では、地域内に存在した268箇所もの遺跡が開発に先立ち一斉に発掘調査されたが、調査対象地内の遺跡は総称して「港北ニュータウン遺跡群」と呼ばれている。これらは開発に伴って調査が必要となった地域内に、たまたま存在していた個々の複数遺跡であるが、調査団長の岡本勇は、多摩丘陵という広大な地域における大規模開発という機会を利用して、個々の遺跡の内容と、それぞれの遺跡同士が相互にどのような関係にあるのかを研究することで、地域規模の歴史的変遷を復元できるとして「遺跡群」と呼び一括した。またこの研究方針に「遺跡群研究」という概念を用いた。
このほか、北海道および北東北3県（青森県・秋田県・岩手県）に分布し、1つの地域文化圏を形成する縄文時代の諸遺跡について、世界遺産（文化遺産）登録にあたり、特に重要な17遺跡を上げて「北海道・北東北の縄文遺跡群」という登録名称を用いている例がある。日本列島以外の地域における世界遺産についても「遺跡群」を用いる呼称は複数存在する（後述）。
また、国（日本国）や地方公共団体（都道府県や市町村）が、特定の歴史的事象に関連する複数遺跡を包括して一つの文化財（史跡）に指定する際の、指定名称として用いている場合もある（標津遺跡群・弥勒寺官衙遺跡群・下寺尾官衙遺跡群・斐太遺跡群など）。
このように「遺跡群」という言葉の表す規模や範囲は、遺跡そのものの性質（集合性）による場合や、調査研究・文化財の保護政策上の都合によるものなどがあり、一様ではない。

## 「遺跡群」の用例

### 集合性を持ち「遺跡群」を形成する遺跡
- 古墳群・横穴墓群

- 窯跡群

### 「遺跡群」の呼称をもつ日本列島の遺跡
遺跡（周知の埋蔵文化財包蔵地）名としてのものと、史跡指定名称としてのものとを併せて記載している。
- 標津遺跡群（北海道標津郡標津町）
- 大正遺跡群（北海道帯広市）
- ウサクマイ遺跡群（北海道千歳市）
- 松峰山信仰遺跡群（秋田県大館市）
- 赤井官衙遺跡群（宮城県東松島市）
- 白河舟田・本沼遺跡群（福島県白河市）
- 金沢地区製鉄遺跡群（福島県南相馬市）
- 台渡里官衙遺跡群（茨城県水戸市）
- 高原山黒曜石原産地遺跡群（栃木県高原山周辺）
- 幡羅官衙遺跡群（埼玉県深谷市・熊谷市）
- 橘樹官衙遺跡群（神奈川県川崎市）
- 港北ニュータウン遺跡群（神奈川県横浜市）
- 日吉台遺跡群（神奈川県横浜市）
- 港南台遺跡群（神奈川県横浜市）
- 池子遺跡群（神奈川県逗子市）
- 下寺尾官衙遺跡群（神奈川県茅ヶ崎市）
- 真田・北金目遺跡群（神奈川県平塚市）
- 斐太遺跡群（新潟県妙高市・上越市）
- 野尻湖遺跡群（長野県上水内郡信濃町）
- 本ノ木・田沢遺跡群（新潟県十日町市・中魚沼郡津南町）
- 丘の公園内遺跡群（山梨県北杜市）
- 菊川城館遺跡群（静岡県菊川市）
- 釈迦堂遺跡群（山梨県笛吹市・甲州市）
- 弥勒寺官衙遺跡群（岐阜県関市・美濃市）
- 甲賀郡中惣遺跡群（滋賀県甲賀市）
- 恩原遺跡群（岡山県苫田郡鏡野町）
- 出雲国山代郷遺跡群（島根県松江市）
- 田村遺跡群（高知県南国市）
- 居徳遺跡群（高知県土佐市）
- 曽根遺跡群（福岡県糸島市）
- 博多遺跡群（福岡県福岡市）
- 比恵遺跡群（福岡県福岡市）
- 那珂遺跡群（福岡県福岡市）
- 須玖遺跡群（福岡県春日市）
- 城久遺跡群（鹿児島県大島郡喜界町）

### 「遺跡群」の呼称をもつ世界遺産
- アル・アインの文化的遺跡群
- オーストラリアの囚人遺跡群
- バット、アル＝フトゥム、アル＝アインの考古遺跡群
- バーミヤン渓谷の文化的景観と古代遺跡群
- 平泉-仏国土（浄土）を表す建築・庭園及び考古学的遺跡群-
- ブルキナファソの古代製鉄遺跡群
- 北海道・北東北の縄文遺跡群
- 土司遺跡群ほか